# Liriomyza braziliensis
Liriomyza braziliensis este o specie de muște din genul Liriomyza, familia Agromyzidae, descrisă de Frost în anul 1939. Conform Catalogue of Life specia Liriomyza braziliensis nu are subspecii cunoscute.